# Alan Shearer
Alan Shearer, OBE (Newcastle upon Tyne, 13 de agosto de 1970) é um ex-futebolista do Southampton, Blackburn e Newcastle, é o maior artilheiro da historia do Newcastle com 206 gols e o maior artilheiro da Premier League com 260 gols.

## Carreira

### Jogador
Jogou nos times do Southampton, Blackburn Rovers e Newcastle United, além da Seleção Inglesa. Marcou 481 gols em 642 jogos durante 17 anos de carreira, tendo uma média de 28 gols por ano. Venceu a Premier League de 1994–95, pelo Blackburn .
Em 1996 foi escolhido como o 3° Melhor Jogador do Mundo pela FIFA, perdendo para Ronaldo e George Weah.
Shearer anunciou sua aposentadoria da Seleção após a eliminação na Euro de 2000, depois de 30 gols em 63 jogos. 
Após um série de contusões, se retirou em definitivo do futebol em 2006, aos 36 anos, atuando pelo Newcastle. Atualmente, ainda continua ostentando o posto de maior artilheiro da história da Premier League com 260 gols.

### Gols pela Seleção Inglesa
| #  | Data       | Local                  | Adversário     | Placar | Resultado | Competição                 |
| -- | ---------- | ---------------------- | -------------- | ------ | --------- | -------------------------- |
| 1  | 1992-02-19 | Londres                | França         | 1-0    | 2-0       | Amistoso                   |
| 2  | 1992-11-18 | Londres                | Turquia        | 2-0    | 4-0       | Eliminatórias da Copa 1994 |
| 3  | 1994-05-17 | Londres                | Grécia         | 5-0    | 5-0       | Amistoso                   |
| 4  | 1994-09-07 | Londres                | Estados Unidos | 1-0    | 2-0       | Amistoso                   |
| 5  | 1994-09-07 | Londres                | Estados Unidos | 2-0    | 2-0       | Amistoso                   |
| 6  | 1996-06-08 | Londres                | Suíça          | 1-0    | 1-1       | Euro 1996                  |
| 7  | 1996-06-15 | Londres                | Escócia        | 1-0    | 2-0       | Euro 1996                  |
| 8  | 1996-06-18 | Londres                | Países Baixos  | 1-0    | 4-1       | Euro 1996                  |
| 9  | 1996-06-18 | Londres                | Países Baixos  | 3-0    | 4-1       | Euro 1996                  |
| 10 | 1996-06-29 | Londres                | Alemanha       | 1-0    | 1-1       | Euro 1996                  |
| 11 | 1996-09-01 | Chişinău, Moldávia     | Moldávia       | 3-0    | 3-0       | Eliminatórias da Copa 1998 |
| 12 | 1996-10-09 | Londres                | Polónia        | 1-1    | 2-1       | Eliminatórias da Copa 1998 |
| 13 | 1996-10-09 | Londres                | Polónia        | 2-1    | 2-1       | Eliminatórias da Copa 1998 |
| 14 | 1997-04-30 | Londres                | Geórgia        | 2-0    | 2-0       | Eliminatórias da Copa 1998 |
| 15 | 1997-05-31 | Chorzów, Polônia       | Polónia        | 1-0    | 2-0       | Eliminatórias da Copa 1998 |
| 16 | 1997-09-05 | Montpellier, França    | França         | 1-0    | 1-0       | Tournoi de France          |
| 17 | 1998-04-22 | Londres                | Portugal       | 1-0    | 3-0       | Amistoso                   |
| 18 | 1998-04-22 | Londres                | Portugal       | 3-0    | 3-0       | Amistoso                   |
| 19 | 1998-06-15 | Marselha, França       | Tunísia        | 1-0    | 2-0       | Copa do Mundo de 1998      |
| 20 | 1998-06-30 | Saint-Étienne, França  | Argentina      | 1-1    | 2-2       | Copa do Mundo de 1998      |
| 21 | 1998-09-05 | Estocolmo, Suécia      | Suécia         | 1-0    | 1-2       | Eliminatórias da Euro 2000 |
| 22 | 1998-10-14 | Luxemburgo             | Luxemburgo     | 2-0    | 3-0       | Eliminatórias da Euro 2000 |
| 23 | 1999-04-28 | Budapeste, Hungria     | Hungria        | 1-0    | 1-1       | Amistoso                   |
| 24 | 1999-06-09 | Sófia, Bulgária        | Bulgária       | 1-1    | 1-1       | Eliminatórias da Euro 2000 |
| 25 | 1999-09-04 | Londres                | Luxemburgo     | 1-0    | 6-0       | Eliminatórias da Euro 2000 |
| 26 | 1999-09-04 | Londres                | Luxemburgo     | 2-0    | 6-0       | Eliminatórias da Euro 2000 |
| 27 | 1999-09-04 | Londres                | Luxemburgo     | 4-0    | 6-0       | Eliminatórias da Euro 2000 |
| 28 | 1999-10-10 | Sunderland, Inglaterra | Bélgica        | 1-0    | 2-1       | Amistoso                   |
| 29 | 2000-06-17 | Charleroi, Bélgica     | Alemanha       | 1-0    | 1-0       | Euro 2000                  |
| 30 | 2000-06-20 | Charleroi, Bélgica     | Romênia        | 1-1    | 2-3       | Euro 2000                  |

### Treinador
Em 1 de abril de 2009, o Newcastle United anunciou Shearer como seu novo treinador, substituindo Joe Kinnear, que passou por problemas de saúde. Em sua estréia, jogando em St. James' Park, foi derrotado por 2-0 pelo Chelsea.

## Títulos
Blackburn Rovers
- Campeonato Inglês: 1994–95

Seleção Inglesa Sub-21
- Torneio de Toulon: 1991

Seleção Inglesa
- Torneio da França: 1997

### Prêmios individuais
- Futebolista Inglês do Ano pela FWA: 1993–94
- Equipe do Ano ESM: 1994–95
- Chuteira de Ouro da Premier League: 1994–95, 1995–96, 1996–97
- Futebolista Inglês do Ano da PFA: 1994–95, 1996–97
- Jogador do mês da Premier League: Novembro de 1994, Setembro de 1998, Dezembro de 2002, Outubro de 2003
- Bota de Ouro da Eurocopa: 1996
- Equipe da Euro: 1996
- FIFA 100
- Hall da Fama do Futebol Inglês: 2004
- Equipe do Século PFA (1907–2007): 2007

### Artilharias
- Premier League de 1994–95 (34 gols)
- Premier League de 1995–96 (31 gols)
- Eurocopa de 1996 (5 gols)
- Premier League de 1996–97 (25 gols)
- Copa da UEFA de 2004–05 (11 gols)

### Recordes
- Maior artilheiro da história da Premier League: 260 gols em 441 jogos
- Mais hat-tricks na Premier League (11 hat-tricks)
- Maior artilheiro da história do Newcastle United: 206 gols em 405 jogos